# Судебная коллегия по делам военнослужащих Верховного суда Российской Федерации

Эмблема Верховного суда РФ

Судебная коллегия по делам военнослужащих Верховного суда Российской Федерации (ранее известная как Военная коллегия) действует в составе Верховного суда Российской Федерации и является непосредственно вышестоящей судебной инстанцией по отношению к кассационным военным судам.

## Подсудность
Коллегия рассматривает в первой инстанции:
- Дела об оспаривании ненормативных актов Президента Российской Федерации, нормативных актов Правительства Российской Федерации, Министерства обороны Российской Федерации и иных федеральных органов исполнительной власти, в которых федеральным законом предусмотрена военная служба, касающихся прав, свобод и охраняемых законом интересов военнослужащих и граждан, проходящих военные сборы.
- Дела о преступлениях, в которых обвиняется судья военного суда, если им заявлено соответствующее ходатайство, а также дела особой сложности или особого общественного значения, которые Судебная коллегия по делам военнослужащих вправе принять к своему производству при наличии ходатайства обвиняемого.
- Дела по заявлениям о присуждении компенсации за нарушение права на судопроизводство в разумный срок или права на исполнение судебного акта в разумный срок по делам, подсудным окружным (флотским) военным судам.

Коллегия также рассматривает: 
- Дела по представлениям и жалобам на решения, приговоры, определения и постановления военных судов, вступившие в силу в порядке надзора.

- Дела по новым и вновь открывшимся обстоятельствам в отношении решений и приговоров коллегии, вступивших в силу.

Дела по жалобам и представлениям на решения, приговоры, определения и постановления, принятые коллегией в первой инстанции и не вступившие в законную силу, рассматривает Апелляционная коллегия Верховного суда Российской Федерации.
Дела по представлениям на решения, приговоры, определения и постановления коллегии Верховного суда РФ и военных судов, вступившие в силу, рассматривает Президиум Верховного Суда РФ.
Коллегия Верховного Суда Российской Федерации состоит из председателя, его заместителя, председателей судебных составов и других судей. В коллегии могут быть созданы судебные составы.
Председатель судебной коллегии по делам военнослужащих Верховного Суда Российской Федерации является заместителем Председателя Верховного Суда Российской Федерации и назначается на должность Советом Федерации Федерального Собрания Российской Федерации по представлению Президента Российской Федерации и положительному заключению квалификационной коллегии судей Верховного Суда Российской Федерации.
Коллегия военных судов выпускает информационный бюллетень, в котором публикуются решения военных судов по гражданским и уголовным делам, обзоры судебной практики, аналитические материалы и статистические данные о работе военных судов, а также другие материалы.

## Судебный состав коллегии
- Крупнов Игорь Владимирович — председатель судебного состава
- Воронов Александр Владимирович
- Дербилов Олег Анатольевич
- Замашнюк Александр Николаевич
- Сокерин Сергей Григорьевич